# Weinmannia rollottii
Weinmannia rollottii es una especie de árbol de la familia Cunoniaceae, nativa de los Andes, que se encuentra en Colombia, Ecuador y Venezuela, entre los 2.500 y los 3.300 m de altitud.

## Descripción
Alcanza entre 10 y 20 m de altura. Las ramas jóvenes ferruginoso-estrigosas. Hojas simples, ovado-oblongas, de 1,5 a 3 cm de largo y 1 a 2 cm de ancho, coriáceas, glabras o escasamente hirtellas por la haz, hirtelas (especialmente sobre los nervios) en el envés; margen aserrado, un poco revoluto, base ligeramente cordada, ápice redondeado; de color verde obscuro en la haz y claro por el envés, las hojas de renuevo color rosado; las hojas de la base de la inflorescencia son más pequeñas que las caulinares, ovado-espatuladas, agudas en la base. Flores en racimos pares, de 5 a 8 cm de largo, ferruginoso-estrigosas; flores agrupadas en cuatro a seis fascículos, los pedicelos de 2 mm de largo; sépalos lanceolados, de 1 a 1,5 mm de largo, agudos, ligeramente carinados; estambres de 1 mm de largo; estilos filiformes, de 2 a 2,6 mm de longitud. Frutos en cápsulas lanceolado-ovoides, de 3,5 mm de largo, glabras.